# Rawon
Il rawon è una zuppa di manzo indonesiana. Originario di Giava orientale, il rawon utilizza la noce nera di keluak come condimento principale, che conferisce un colore scuro e un sapore di noce alla zuppa.

## Ingredienti

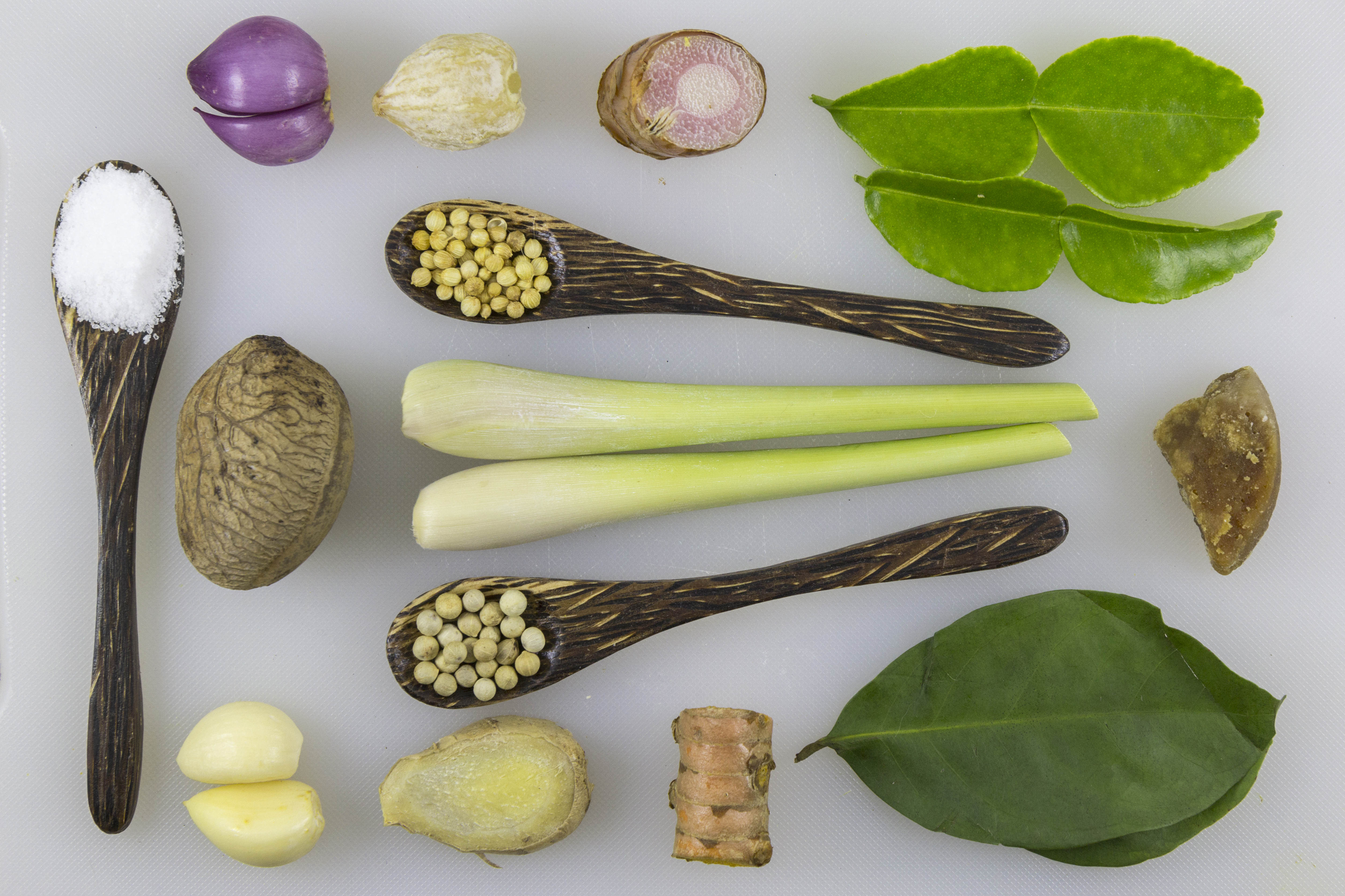
Spezie, erbe e condimenti comunemente usati per preparare il rawon: zucchero, aglio, scalogno, keluak/pucung, candlenut, coriandolo, pepe, citronella, zenzero, kencur, galangal, zucchero di palma, foglie di lime e alloro

La zuppa è composta da una miscela tritata di aglio, scalogno, keluak, zenzero, candlenut, curcuma, peperoncino rosso e sale, che viene rosolata con olio. Il composto soffritto viene poi versato nel brodo di manzo bollito con fettine di manzo tagliate a cubetti.
Come condimenti vengono aggiunti citronella, galangal, alloro, kaffir lime e zucchero. Il particolare colore scuro o nero del rawon deriva dal keluak come spezia principale. La zuppa viene solitamente guarnita con cipolla verde e scalogno fritto e servita con riso. Altri condimenti includono germogli di fagioli, uova conservate sotto sale, krupuk e fagioli tolo fritti (piselli dall'occhio nero).

## Storia
Il rawon è uno dei più antichi piatti storicamente identificati dell'antica Giava. È stato menzionato come rarawwan in un'antica iscrizione giavanese Taji (901 d.C.) dell'epoca del Regno di Mataram.

## Varianti
Esistono diverse varianti del rawon, la più popolare delle quali è il rawon di Surabaya. Una versione chiamata rawon setan ("rawon del diavolo") è venduta come pasto notturno nelle bancarelle indonesiane aperte da mezzanotte all'alba, presumibilmente le ore in cui i diavoli vagano.
Nella cucina balinese, il rawon non utilizza il keluak, quindi il colore è marrone anziché nero. Inoltre, poiché i balinesi sono per lo più indù, tendono a preferire la carne di maiale a quella di manzo.